# 존 브룸
존 블룸(John Bloom, 1944년 2월 19일 ~ 1999년 1월 15일)은 미국의 배우이다.
미국에서 태어났으며 미국에서 사망하였다. 사인은 질병이다.

## 영화
- 스펌 뱅크 (1992년)
- 스타 트랙 6 - 미지의 세계 (1991년)
- 야외 소동 (1988년)
- 해리와 헨더슨 (1987년)
- 무적의 아이맨 (1986년)
- 공포의 휴가길 2 (1985년)
- 폭주 기관차 (1985년)
- 총각 파티 (1984년)
- 인크레더블 2 (1971년)